# Amurru
Amurru je bilo amoritsko kraljestvo, ustanovljeno okoli leta 2000 pr. n. št. Njegovo ozemlje je obsegalo sodobno zahodno in severozahodno Sirijo in severni Libanon.
Prvi dokumentirani amurrujski vladar je bil Abdi-Aširta. Med njegovim vladanjem je bil Amurru del Egipčanskega cesarstva. Njegov sin Aziru je navezal stike s hetitskim kraljem Šupiluliumo I. in nazadnje prestopil na hetitsko stran.
Amoritsko kraljestvo so okoli leta 1200 pr. n. št. uničila Ljudstva z morja.

## Seznam znanih vladarjev
- Abdi-Aširta (okoli 1380 pr. n. št.[4])
- Aziru (1340–1315 pr. n. št.)
- Ari-Teššup (1315–1313 pr. n. št.)
- Duppi-Teššup (1313–1280 pr. n. št.)
- Bentešina (1280–1275 pr. n. št., prvič)
- Šapili (1275–1260 pr. n. št.)
- Bentešina (1260–1230 pr. n. št., drugič)
- Šaušgamuva (1230–1210 pr. n. št.)
- Maḫḫaza (od okoli 1210 pr. n. št. ?)